# Ingrid Grummt
Ingrid Grummt, née le 26 novembre 1943, est une biologiste cellulaire allemande. Elle est directrice de recherche en biologie moléculaire au Centre allemand de recherche sur le cancer. Elle est membre de l'Organisation européenne de biologie moléculaire (EMBO) depuis 1985. Ses travaux sur l'épigénétique ont permis une meilleure compréhension de la régulation de l'expression des gènes au sein d’une cellule. Elle a reçu de nombreuses récompenses dont le prix international de L'INSERM en 2012 et la médaille Schleiden de l'académie allemande des sciences Leopoldina en 2013.